# Muzyka Młodej Generacji (album)
Muzyka młodej generacji – kaseta magnetofonowa wydana w 1979 przez Wifon (nr NK-516) z nagraniami zespołów Krzak, Kombi (z tego wydawnictwa pochodzą utwory: „Jestem wędrowcem”, „Przeciąg”, „Wspomnienia z pleneru”, „Pieniądze”) i Exodus (suita „Oda do nadziei”).

## Lista utworów
Strona A
1. Krzak „Skałki” – 2:47
2. Krzak	„Iluzyt” – 3:05
3. Krzak „Maszynka” – 4:25
4. Krzak „Cocker Rock” – 1:25
5. Kombi „Jestem wędrowcem” – 5:20
6. Kombi „Przeciąg” – 3:33

Strona B
1. Kombi „Wspomnienie z Pleneru” – 3:44
2. Kombi „Pieniądze” – 3:50
3. Exodus „Oda do nadziei” (Modlitwa głupca, Oda do nadziei, Spełnienie) – 13:50